# Baie de Nestucca
La baie de Nestucca (en anglais : Nestucca Bay) est une baie située à l'embouchure de la Nestucca River (en) et de la Little Nestucca River (en), dans le comté de Tillamook, dans l'Oregon, aux États-Unis.
La baie est protégée via le Nestucca Bay National Wildlife Refuge (en).

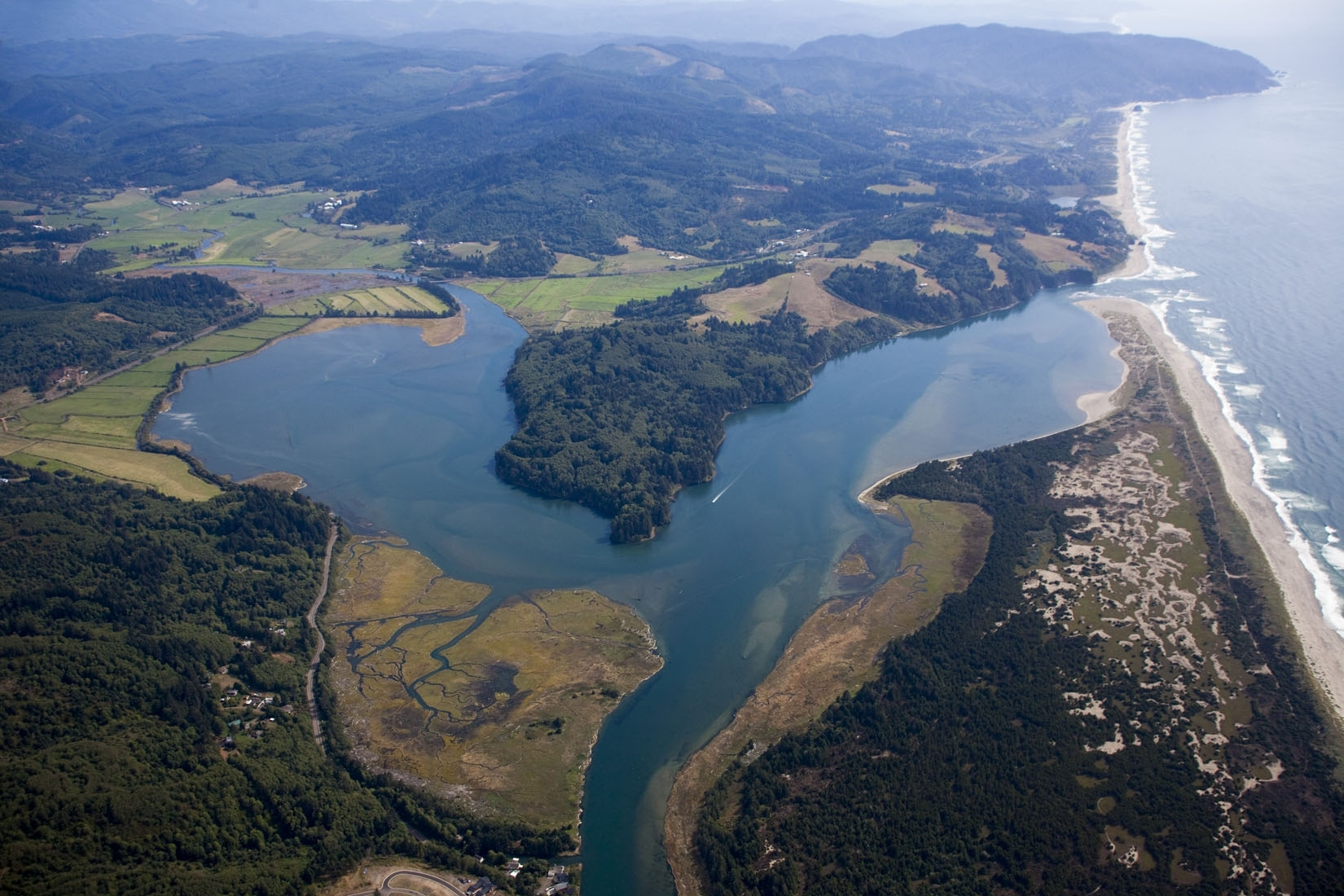
La baie de Nestucca.